# St. Barbara (Dümpten)
Koordinaten: 51° 27′ 56,3″ N, 6° 53′ 42,1″ O

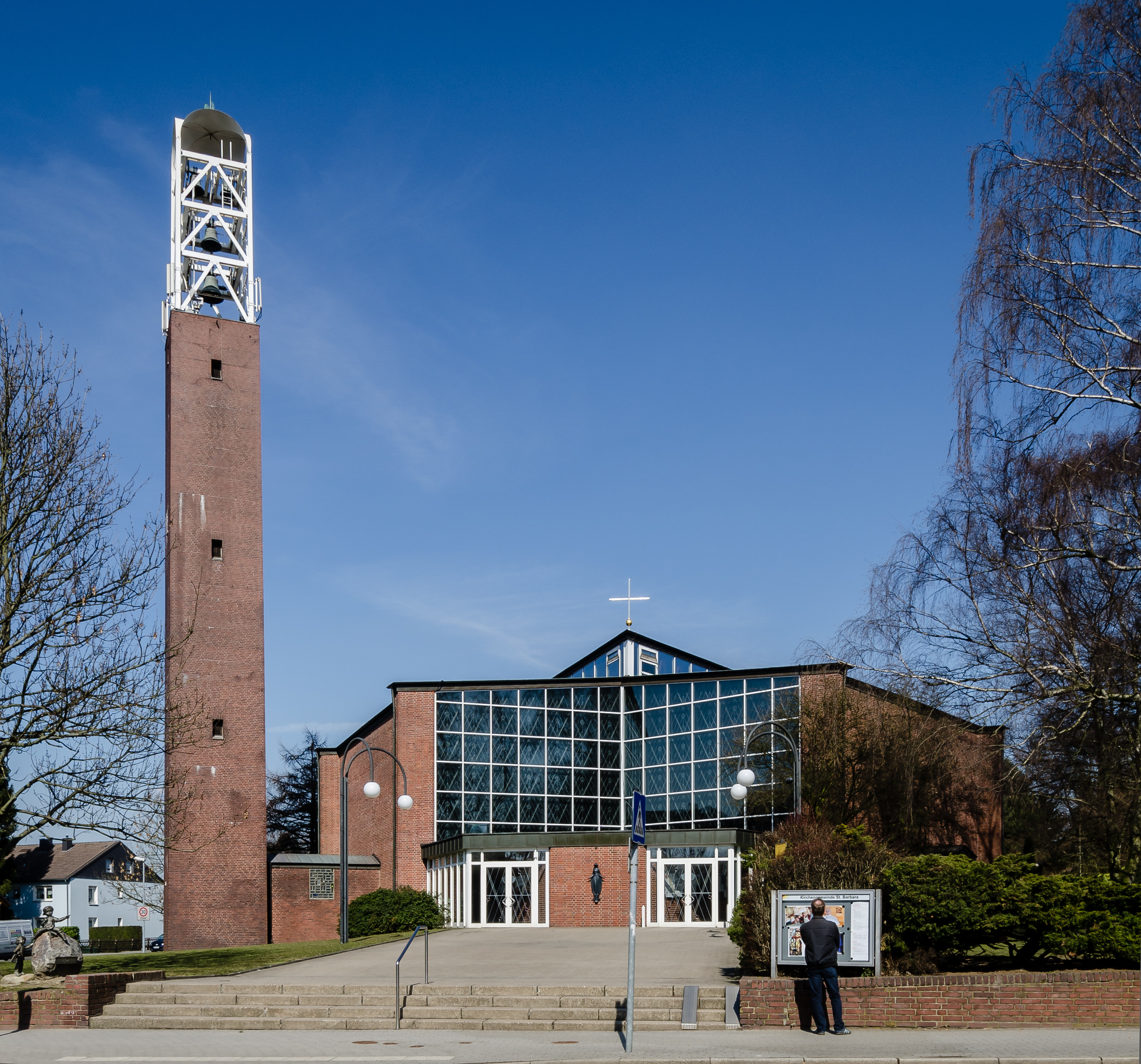
Kirche St. Barbara (2013)

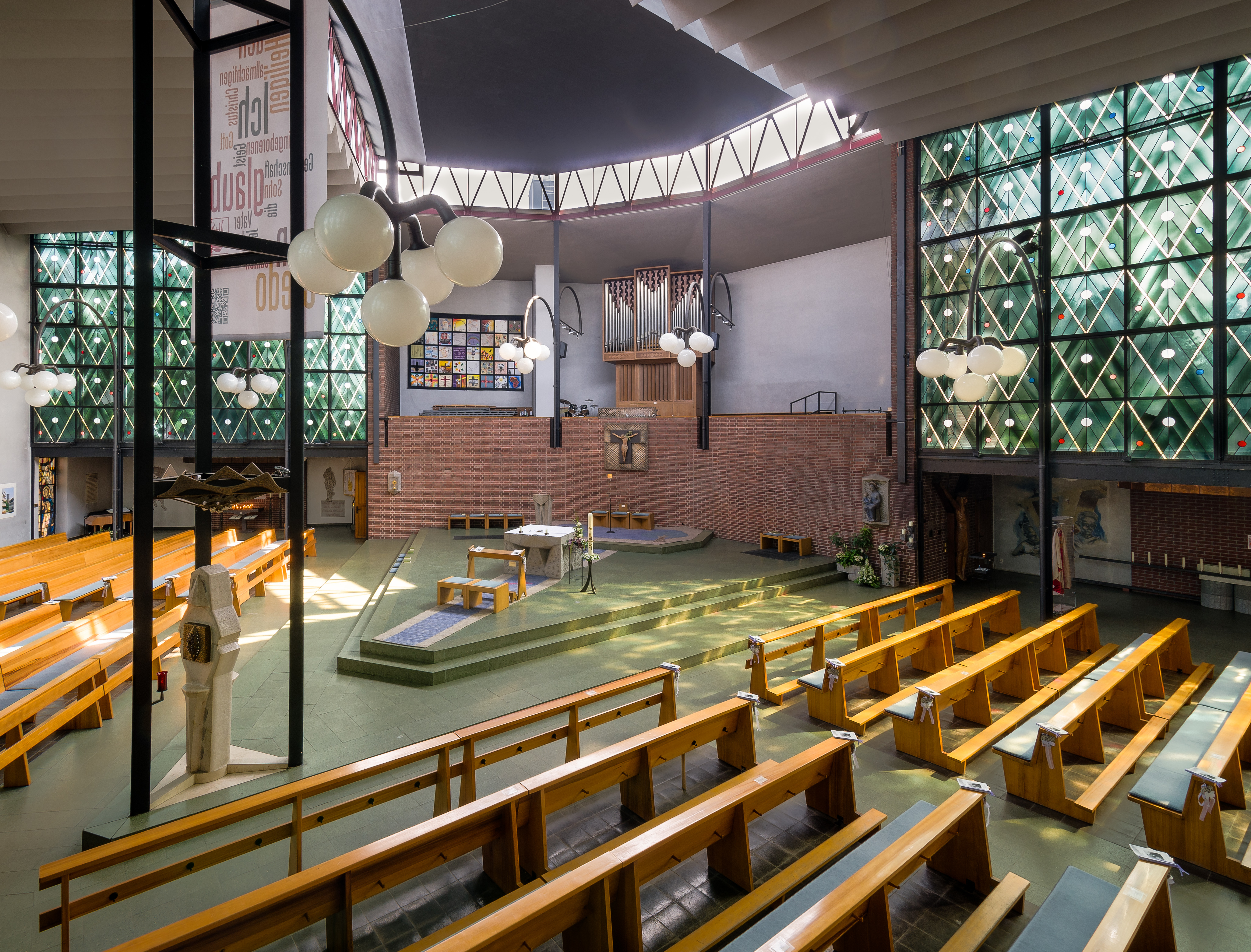
Kircheninnenraum (2013)

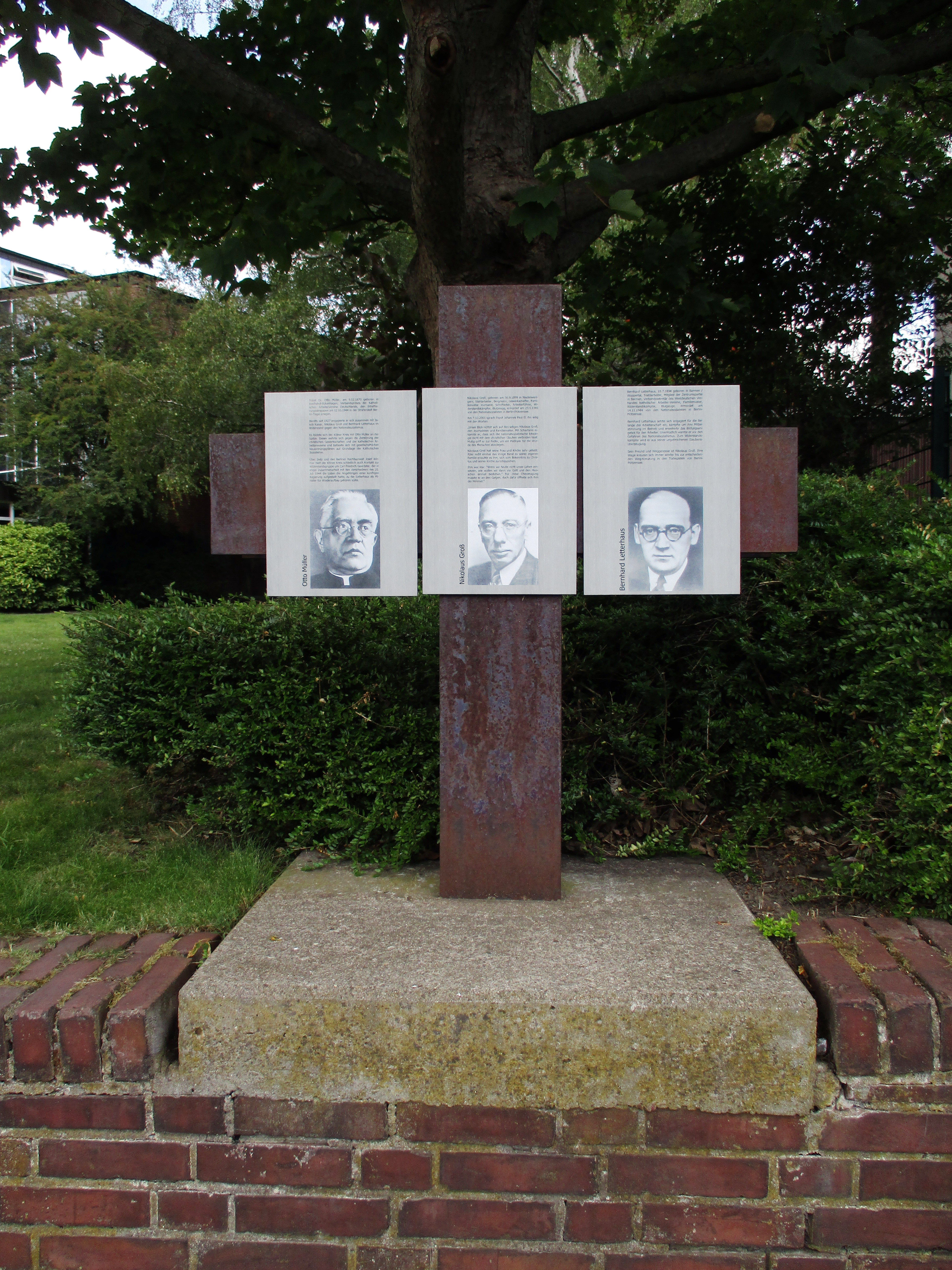
Ein Gedenkkreuz erinnert an die Widerstandskämpfer Otto Müller, Nikolaus Groß, Bernhard Letterhaus

Die Kirche St. Barbara ist ein katholisches Gotteshaus im Mülheimer Stadtteil Dümpten. Das heutige Kirchengebäude wurde zwischen 1953 und 1955 im Stil der Neuen Sachlichkeit errichtet. Architekt war Alfons Leitl. Sie wurde am 20. März 1955 eingeweiht. 1968 wurde die Innenausstattung gemäß den Regeln des 2. Vatikanischen Konzils umgestaltet und erhielt einen neuen Altar. Im Laufe der Jahre wurde die Kirche zu einem lebendigen Archiv der Dümptener Gemeinde. Neben liturgischen und gemeindeübergreifenden Gegenständen der Kirchenarbeit finden sich dort zahlreiche sakrale Werke zeitgenössischer Künstler. Als eine der ersten Kirchen im Bistum Essen erhielt sie 2008 einen elektronischen Opferstock.
Seit dem 1. Dezember 2006 ist St. Barbara Sitz der gleichnamigen Pfarrgemeinde im Mülheimer Norden. Zu ihr gehören die ehemaligen Pfarreien St. Barbara, Christ König, St. Engelbert, St. Mariae Rosenkranz sowie die kroatische Gemeinde Sveti Leopold Mandic an der Kirche St. Albertus Magnus und die Urnenbeisetzungsstätte in der Auferstehungskirche Heilig Kreuz.
Im Mai 2013 wurde die Kirche in die Route der Industriekultur, Themenroute Sakralbauten, aufgenommen. Im November 2024 wurde die Kirche unter Denkmalschutz gestellt.

## Geschichte
Die Gründung der Dümptener Gemeinde St. Barbara geht auf das Jahr 1884 zurück. Da es durch die Industrialisierung und wachsender Gemeindemitgliederzahl in der Pfarrei St. Marien zu eng wurde, gründete sich ein Kirchenbauverein. Dieser übernahm die bis dahin ungenutzte frühere Notkirche der Styrumer Gemeinde und kaufte zusätzlich Bauland auf, um dort zur Entlastung ein Kirchengebäude mit Pfarrhaus zu errichten. Die gesammelten Spenden reichten jedoch nicht, und am Ende musste weiteres Geld beschafft werden, um das Projekt fertig zu stellen. Es dauerte bis 1887, bis das neue Gotteshaus eingeweiht werden konnte.
Mit der Eingemeindung von Unterstyrum und Unterdümpten nach Oberhausen wurde St. Joseph von St. Marien abgepfarrt. Die damit neu entstandene Gemeinde im Mülheimer Teil wurde 1903 zur Pfarre erhoben. Ab 1910 kam die Überlegung auf, ein neues Kirchengebäude für den wachsenden Industriestandort zu errichten. Es dauerte bis 1929, bis die Idee erneut aufgegriffen wurde. Zur Finanzierung der Dümptener Kirche wurde eine Kollekte in allen Kirchen des Erzbistums Köln gehalten. Die Kirche sollte 175.000 Mark kosten. Durch die Kollekte kamen 16.736,50 Mark zusammen. Letztendlich scheiterte das Bauprojekt an den Auswirkungen der Weltwirtschaftskrise 1931.
Während des Zweiten Weltkrieges zerstörten 1943/1944 Bombenangriffe der Alliierten das Kirchengebäude. Da die Pläne für den Bau eines neuen Gotteshauses nach Kriegsende von der Britischen Besatzungsmacht abgelehnt wurden, diente ab 1946 das spätere Pfarrheim als Notkirche. 1952 nahm der Kirchenbauverein seine Aktivität wieder auf und beschloss den Bau der neuen St. Barbara Kirche am Fuße des Schildbergs. Der Grundstein wurde 1953 gelegt, und 1955 konnte sie eingeweiht werden. 1968 fanden größere Umbaumaßnahmen statt, bei denen der Innenraum neu gestaltet wurde.
Als katholische Kirche mit Bergbautradition fühlt sich die Gemeinde auch sehr mit dem von Papst Johannes Paul II selig gesprochenem Bergmann, Gewerkschafter und NS-Widerstandskämpfer Nikolaus Groß aus Niederwenigern (Hattingen) verbunden. 2001 wurde ihm und seinen Mitstreitern im katholischen Widerstand, Otto Müller und Bernhard Letterhaus zu Ehren, ein Gedenkkreuz an der Kirche aufgestellt. Zu seinem 100. Geburtstag produzierte die Gemeinde 1998 ein Musical, das bis 2016 jedes Jahr zu seinem Todestag im Januar aufgeführt wurde.
Mit der Bistumsreform 2006 wurde St. Barbara zu einer der drei Großpfarreien in Mülheim an der Ruhr.

## Orgel
Das erste Instrument in der 1887 errichteten Barbarakirche am alten Standort an der Barbarastraße / Ecke Schildberg war ein im gleichen Jahr von Hauptlehrer Klugmann gestiftetes Harmonium. Eine erste Orgel gab es vermutlich 1891 von der Firma Rölver (Hausneindorf bei Quedlinburg). Eine zweite Orgel, die gebraucht aus Bilstein von einem Orgelbauer Berger aufgestellt worden sein soll, wird dort 1908 erwähnt. In der Pfarrchronik taucht aber erstmals eine 1936 von der Firma Johannes Klais Orgelbau aus Bonn als Opus 863 gebaute Orgel auf. Das Instrument hatte 19 Register auf zwei Manualen und wurde 1944 bei der Bombardierung schwer beschädigt. Restbestände des Pfeifenmaterials wurden nach dem Krieg 1947 durch die Firma Fabricius aus Kaiserswerth in der Notkirche (heutiger Pfarrsaal) eingebaut.
1973 baute die Firma E. F. Walcker & Cie. in der neu errichteten Pfarrkirche am Schildberg ein neues Instrument ein mit 21 Registern auf zwei Manualen und Pedal mit mechanischer Traktur und elektrischer Registratur mit zwei freien Kombinationen. Die mechanischen Teile dieser Orgel waren jedoch ungenügend, und so wurde im Jahre 2003 ein technischer Neubau nötig. Das alte Orgelgehäuse wurde übernommen und ein großer Teil des von der Firma Walcker stammenden Pfeifenwerks. Den Auftrag für den Neubau erhielt die Firma Orgelbau Simon aus Borgentreich, die Intonation wurde von Hans-Ulrich Erbslöh aus Hamburg (Rudolf von Beckerath Orgelbau) durchgeführt. Die Disposition stammte von Lothar Simon und Prof. Werner Schepp (Mülheim). Die Kosten des Neubaus beliefen sich auf 110.000 Euro. Orgelweihe war am 21. Dezember 2003.
Das Instrument verfügt über 22 Register auf zwei Manualen und Pedal. Die Spieltrakturen sind mechanisch, das II. Manual zusätzlich elektrisch. Die Registertraktur ist elektrisch.
Eine Besonderheit ist die Einbeziehung elektronischer Klangerzeuger mittels des II. und eines rein elektrischen III. Manuals über zwei MIDI-Schnittstellen.
| I Hauptwerk C–g3 |              |    |
| 1.               | Principal    | 8′ |
| 2.               | Gedeckt      | 8′ |
| 3.               | Oktave       | 4′ |
| 4.               | Gemshorn     | 4′ |
| 5.               | Prinzipal    | 2′ |
| 6.               | Mixtur IV–VI |    |
| 7.               | Trompete     | 8′ |

| II Schwellwerk C–g3 |                |       |
| 8.                  | Holzflöte      | 8′    |
| 9.                  | Gambe          | 8′    |
| 10.                 | Schwebung      | 8′    |
| 11.                 | Prinzipal      | 4′    |
| 12.                 | Blockflöte     | 4′    |
| 13.                 | Schwegel       | 2′    |
| 14.                 | Sesquialter II | 2 ⁄3′ |
| 15.                 | Quinte         | 1 ⁄3′ |
| 16.                 | Scharff III    |       |
| 17.                 | Krummhorn      | 8′    |
|                     | Tremulant      |       |

| III MIDI (nur elektrisch) C–g3 |

| Pedal C–f1 |             |     |
| 18.        | Subbass     | 16′ |
| 19.        | Oktavbass   | 8′  |
| 20.        | Gedecktbass | 8′  |
| 21.        | Choralbass  | 4′  |
| 22.        | Posaune     | 16′ |

- Koppeln: II/I, Sub II/I, Sub II/II, I/P, II/P
- Spielhilfen: Schwelltritt, Setzeranlage mit 3×128 Kombinationen
- MIDI-Interface für das II. und III. Manual

## Glocken
Der freistehende, über 30 Meter hohe Glockenturm trägt im offenen Glockenstuhl vier Bronzeglocken, die 1950 von der Glockengießerei Mabilon aus Saarburg bei Trier gegossen wurden. Das Geläute ist eingestimmt auf das Gralsmotiv aus Wagners Parsifal f’-as’-b’-des’’. Das Läutewerk wurde 1994 restauriert als offene Gegenpendel-Schwingungs-Kompensations-Anlage durch die Firma Diegner & Schade aus Dorsten/Westfalen.
| Nr. | Name           | Masse (kg) | Schlagton (HT-1/16) | Gießer                                    | Gussjahr | Inschrift |
| 1   | Barbara-Glocke | 990        | f‘                  | Firma Mabilon Co. aus Saarburg Bez. Trier | 1950     | Vox mea! Vox Dei! Audite! Venite! (Meine Stimme! Gottes Stimme! Hört! Kommt!)                                                                                    |
| 2   | Josef-Glocke   | 580        | as‘                 | Firma Mabilon Co. aus Saarburg Bez. Trier | 1950     | Te Josef celebrent agmina coelitum, te cuncti resonent christiadum chori (Dich, Josef, preisen die himmlischen Heerscharen, dich rühmen alle christlichen Chöre) |
| 3   | Maria-Glocke   | 395        | b‘                  | Firma Mabilon Co. aus Saarburg Bez. Trier | 1950     | Ave Maria, gratia plena, Dominus tecum (Gegrüßet seist du, Maria, voll der Gnade, der Herr ist mit dir)                                                          |
| 4   | Michael-Glocke | 230        | des’’               | Firma Mabilon Co. aus Saarburg Bez. Trier | 1950     | Oh unbesiegter Gottesheld, St. Michael, beschütz mit deinem Schild und Schwert die Kirch, den Hirten und die Herd                                                |

## Galerie

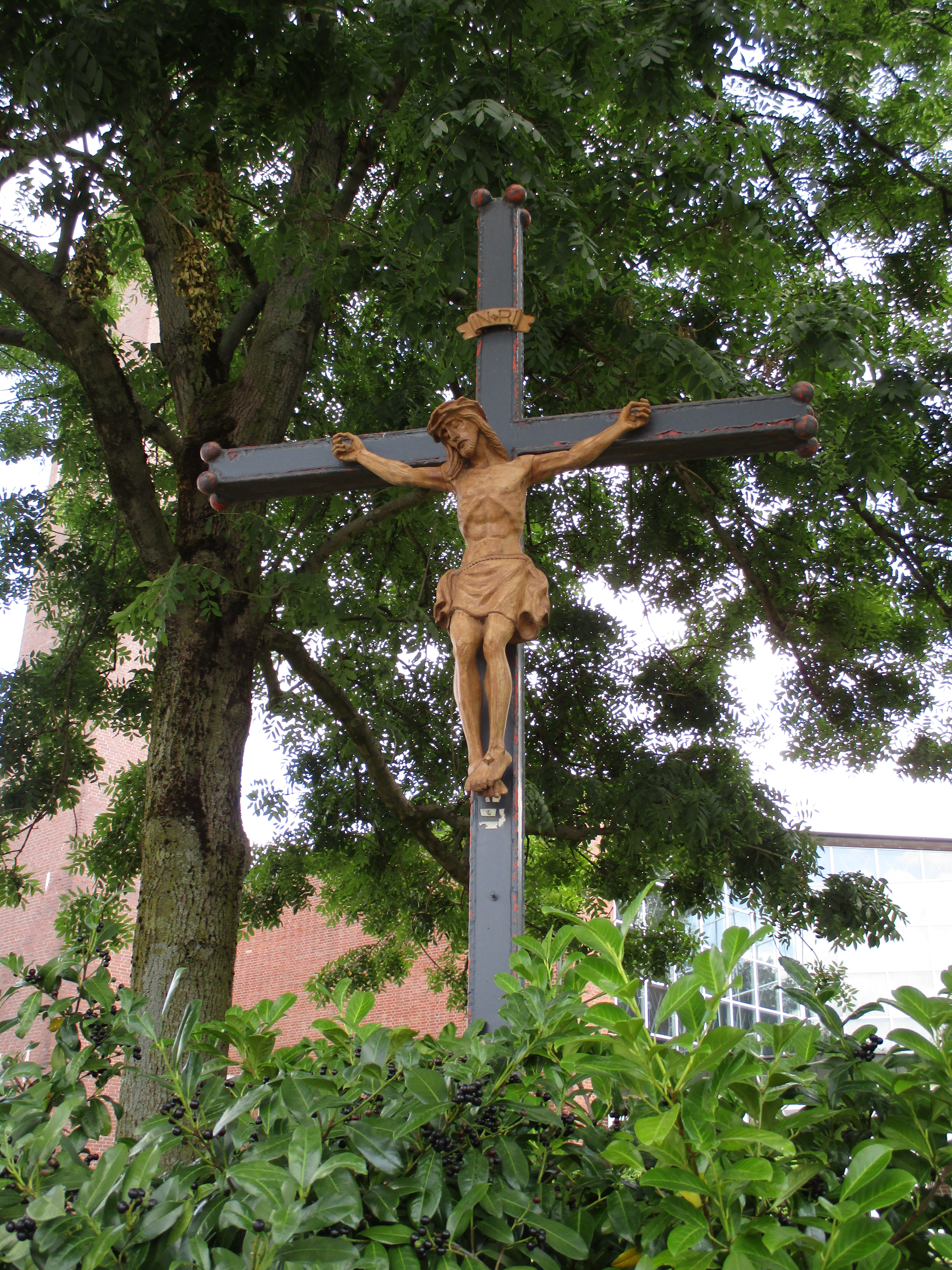
Jesuskreuz auf dem Außengelände von St. Barbara
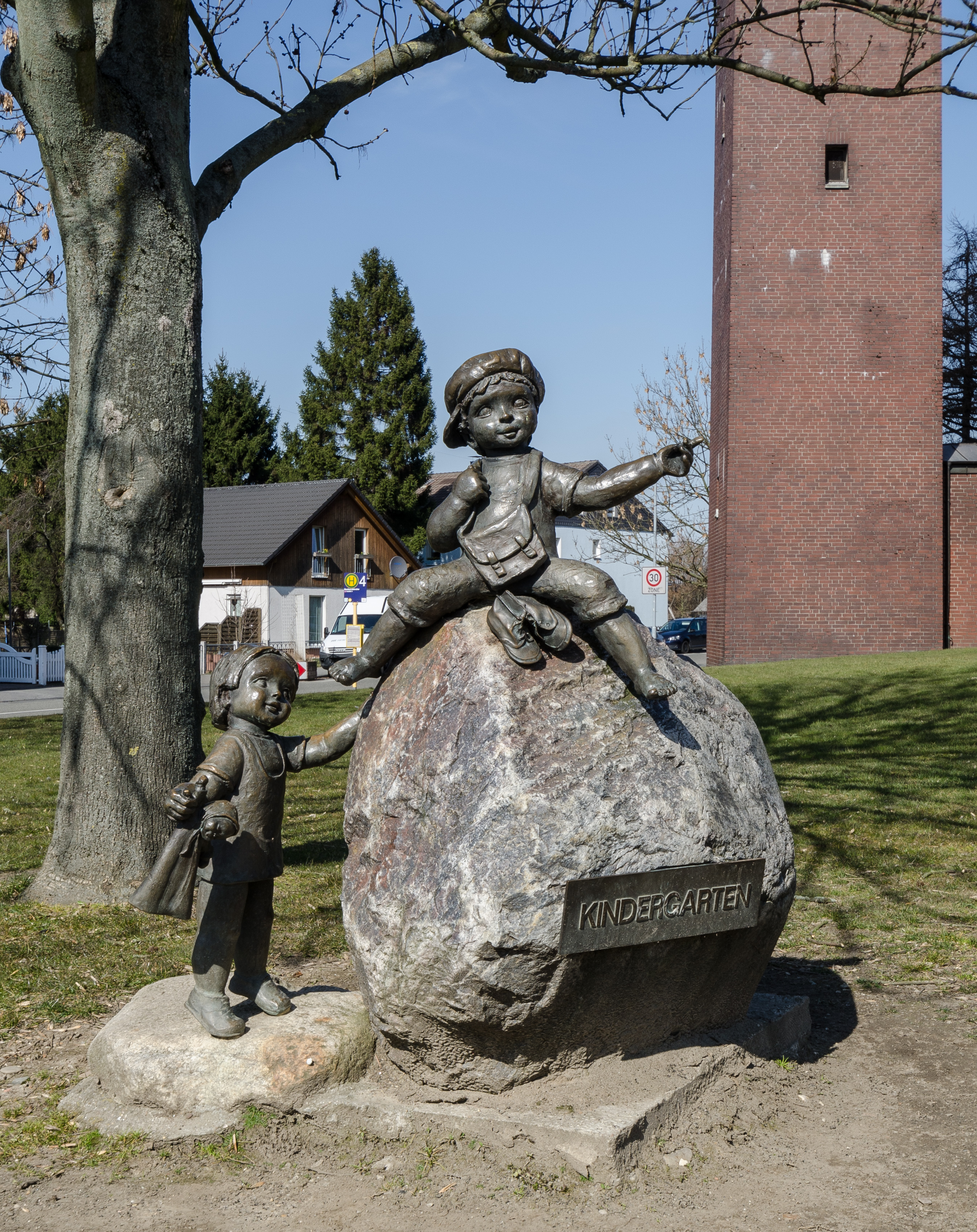
Skulptur „Kindergarten“ auf dem Gelände von St. Barbara
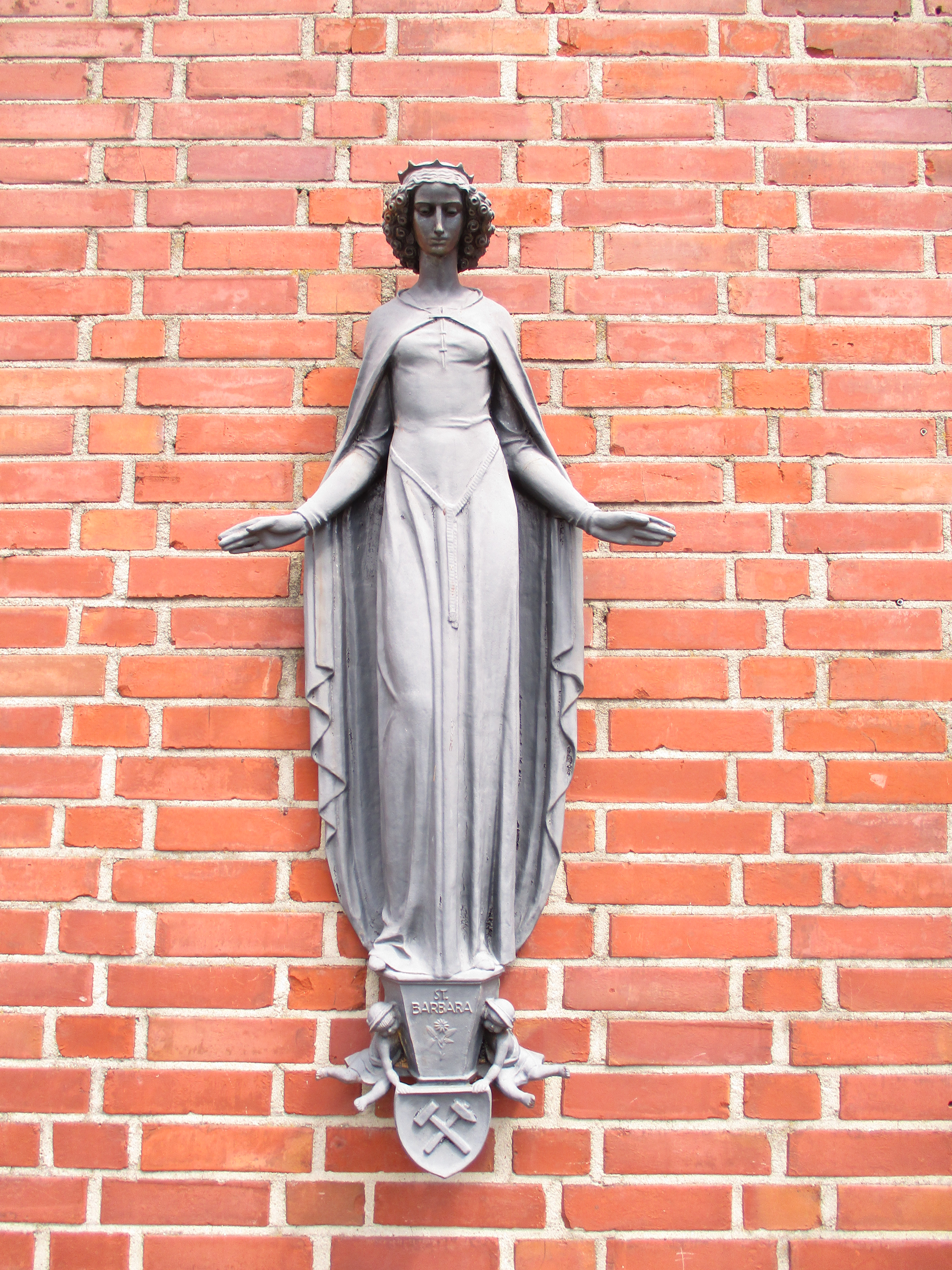
Namenspatronin St. Barbara am Eingangsbereich
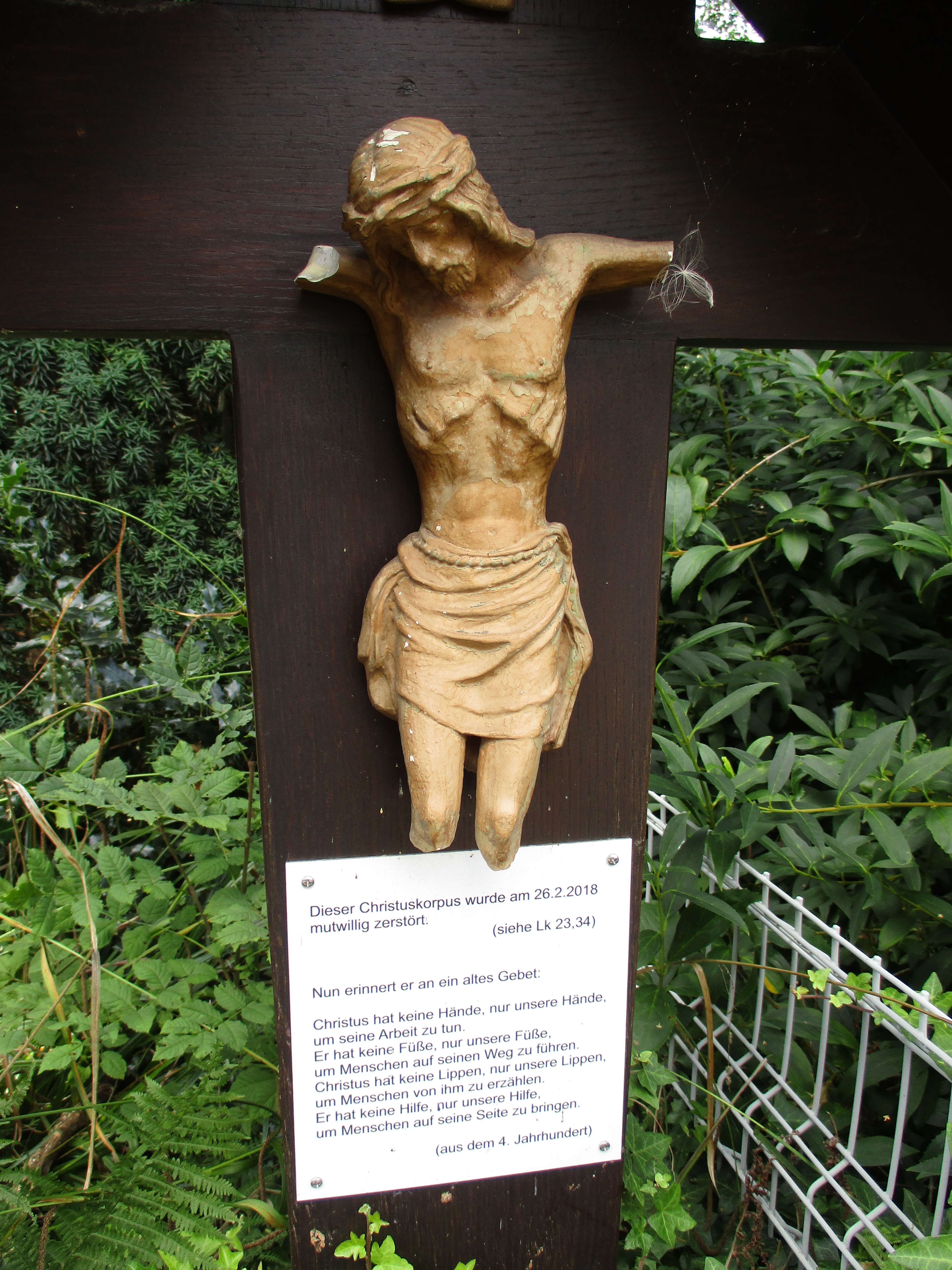
Der Jesus am Kindergarten wurde 2018 mutwillig zerstört.
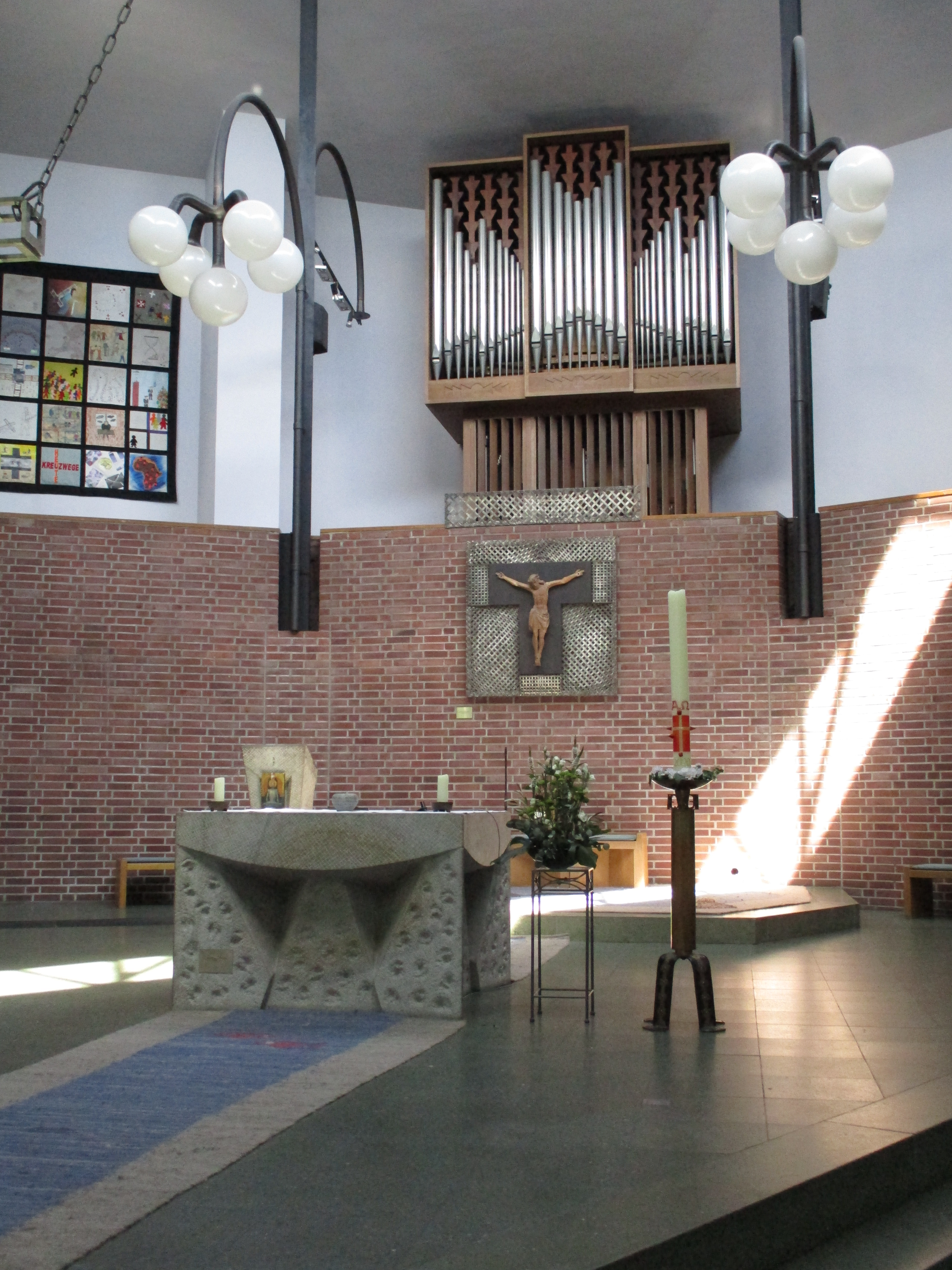
Altar und Orgel
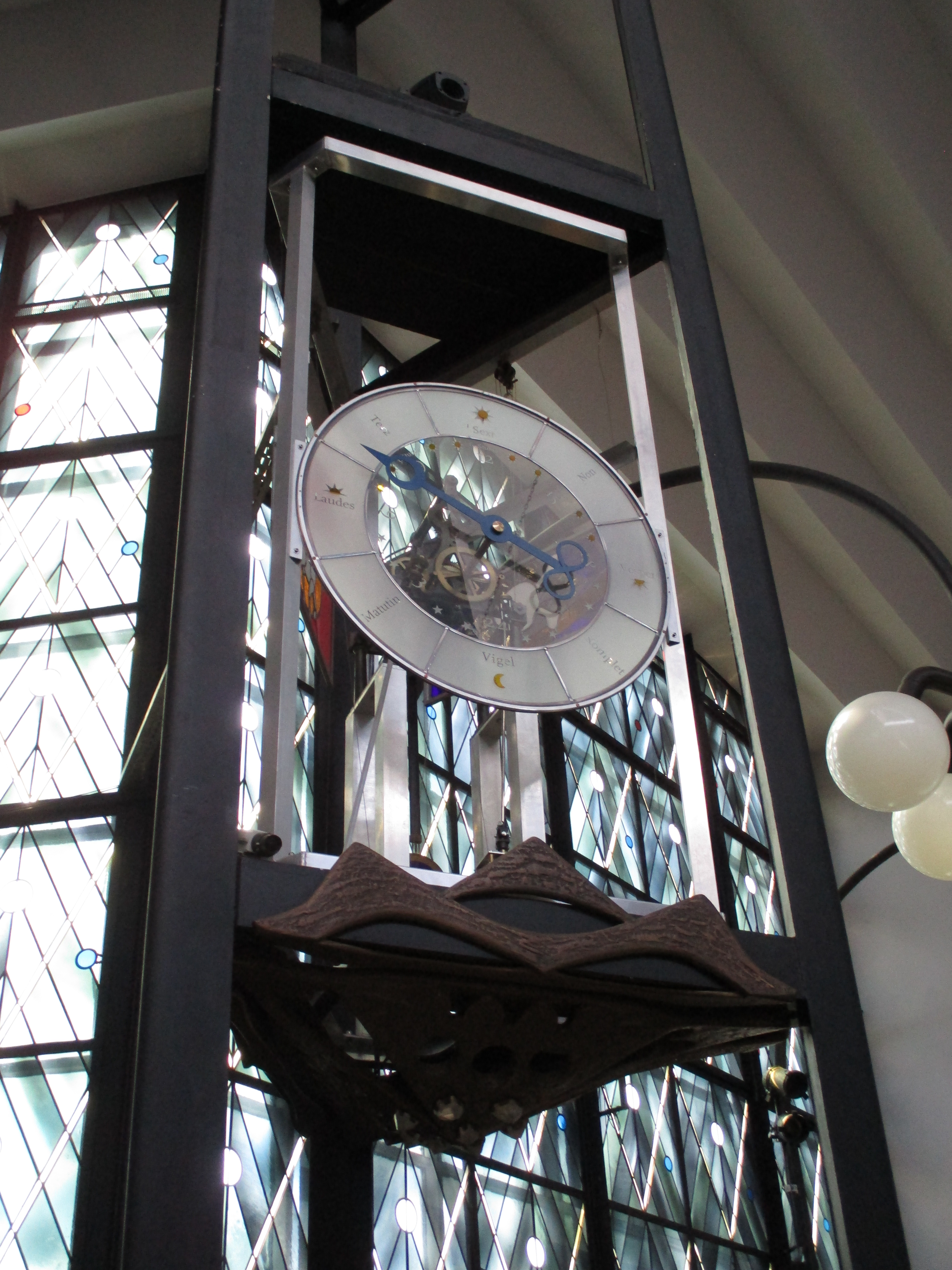
Liturgienuhr für Gebetsstunden
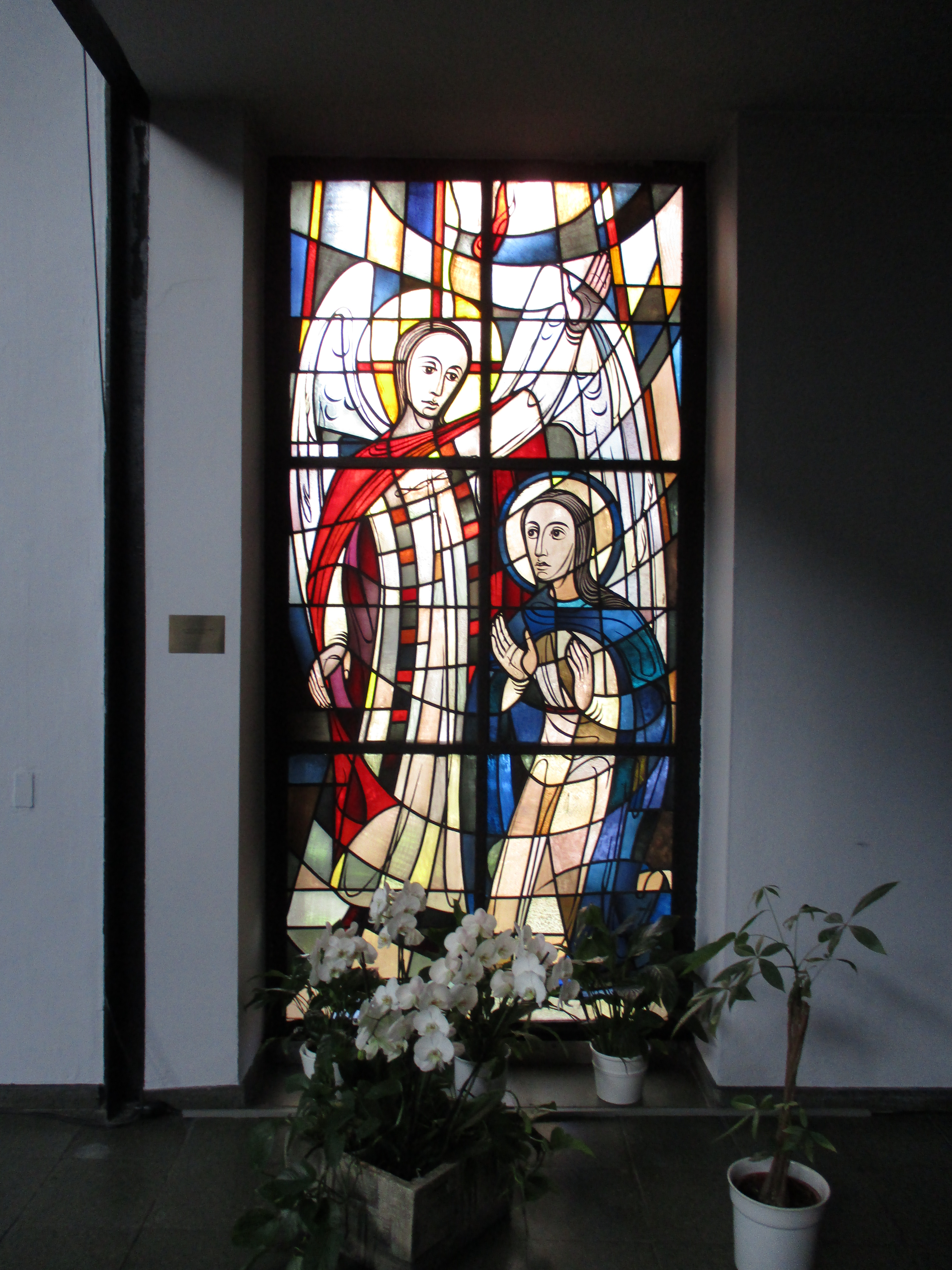
Das Kirchenfenster „Verkündigung an Maria“ entstand ca. 1955. Angefertigt wurde es von Günther Reul.